# Mar Adentro
Mar adentro (prt/bra: Mar Adentro) é um filme franco-ítalo-espanhol de 2004 do gênero drama, dirigido por Alejandro Amenábar.

## Sinopse
O filme é baseado em eventos da vida real e relata a história de Ramón Sampedro, um marinheiro que ficou tetraplégico após um acidente de mergulho, mostrando sua luta pelo direito de se matar. Contando com a ajuda de sua família e amigos além de uma advogada que pegou o caso gratuitamente. 

## Elenco
- Javier Bardem .... Ramón Sampedro
- Belén Rueda .... Julia
- Lola Dueñas .... Rosa
- Mabel Rivera .... Manuela Sampedro
- Celso Bugallo .... José Sampedro
- Clara Segura .... Gené
- Joan Dalmau .... Joaquín
- Alberto Jiménez .... Germán
- Tamar Novas .... Javier Sampedro
- Francesc Garrido .... Marc
- José María Pou .... Padre Francisco
- Alberto Amarilla .... Hermano Andrés
- Andrea Occhipinti .... Santiago
- Nicolás Fernández Luna .... Cristian
- Raúl Lavisier .... Samuel titans

## Principais prêmios e indicações

### Oscar2005
- Venceu: Melhor filme em língua não inglesa[3]
- Indicado: Melhor maquiagem[3]

### Globo de Ouro2005
- Venceu: Melhor filme estrangeiro[4]
- Indicado: Melhor ator - drama (Javier Bardem)[4]

### Prêmio Goya2005
- Venceu
  - Melhor filme[5]
  - Melhor diretor[5]
  - Melhor ator principal (Javier Bardem)[5]
  - Melhor fotografia[5]
  - Melhor atriz principal (Lola Dueñas)[5]
  - Melhor maquiagem[5]
  - Melhor ator revelação (Tamar Novas)[5]
  - Melhor atriz revelação (Belén Rueda)[5]
  - Melhor trilha sonora original[5]
  - Melhor direção de produção[6]
  - Melhor roteiro original[5]
  - Melhor som[6]
  - Melhor ator coadjuvante (Celso Bugallo)[5]
  - Melhor atriz coadjuvante (Mabel Rivera)[5]
- Indicado: Melhor direção de arte[carece de fontes?].

### Prêmio César2006
- Indicado na categoria de melhor filme estrangeiro[carece de fontes?].

### Prêmio David di Donatello2005
- Venceu na categoria de melhor filme estrangeiro[carece de fontes?].

### Independent Spirit Awards2005
- Venceu na categoria de melhor filme estrangeiro[carece de fontes?].

### Festival de Veneza2004
- Recebeu o Grande Prêmio Especial do Júri.[carece de fontes?]
- Recebeu o Troféu Cinema Jovem para Melhor Filme Internacional (Alejandro Amenábar).[carece de fontes?]
- Recebeu a Taça Volpi na categoria de melhor ator (Javier Bardem).[7]
- Indicado ao Leão de Ouro.[carece de fontes?]

### Fotogramas de Plata2005
- Venceu nas categorias de melhor ator de cinema (Javier Bardem)[carece de fontes?], melhor atriz de cinema (Belén Rueda)[carece de fontes?] e melhor filme espanhol[carece de fontes?].